# Trisztán és Izolda (film, 2002)
A Trisztán és Izolda (eredeti cím: Tristan et Iseut) 2001-ben bemutatott francia–luxemburgi számítógépes animációs film, amely Louis Rhead azonos című regénye alapján készült. Az animációs játékfilm rendezője Thierry Schiel, producere Sophia Kolokouri. A forgatókönyvet Mike Carey írta, a zenéjét Stéphane Meer és Patrick Sigwald szerezte. A mozifilm a Neuroplanet és az Oniria Pictures gyártásában készült, a Mars Distribution forgalmazásában jelent meg. Műfaja romantikus kalandfilm. 
Franciaországban 2002. április 3-án, Luxemburgban 2002. augusztus 7-én mutatták be a mozikban, Magyarországon 2003. október 1-jén adták ki DVD-n és VHS-en.

## Szereplők
| Szereplő          | Eredeti hang       | Magyar hang      |
| ----------------- | ------------------ | ---------------- |
| Trisztán          | Paolo Domingo      | Hevér Gábor      |
| Izolda            | Valérie de Vulpian | Major Melinda    |
| Puck              | Jacques Balutin    | Gyabronka József |
| Mark király       | Michel Le Royer    | Papp János       |
| Ganelon           | Pierre Laurent     | Incze József     |
| Governal          | Bernard Woringer   | Pálfai Péter     |
| Rual király       | Henri Poirier      | Faragó András    |
| Marjedoc          | Gérard Surugue     | Forgács Gábor    |
| Házaló            | Michel Lasorne     | Csuha Lajos      |
| Morholt           | Thierry Buisson    | Bolla Róbert     |
| Anguish király    | Jean-Claude Robbe  | Garamszegi Gábor |
| Morwenna királynő | Maaïke Jansen      | Fabó Györgyi     |
| Brangwen          | Michèle Lituac     | Agócs Judit      |

További magyar hangok: Bácskai János, Farkas Zita, Kajtár Róbert, Várday Zoltán, Vári Attila